# الشباب والمجتمع (مجلة)
الشباب والمجتمع (بالإنجليزية: Youth & Society)‏ هي مجلة أكاديمية محكمة تنشر أبحاثًا في مجال علم الاجتماع. محرر المجلة هو مارك زيمرمان (جامعة ميشيغان). أول إصدار لها كان في عام 1969 وتنشر حاليًا بواسطة سيج للنشر.

## نطاق المجلة
تركز المجلة متعددة التخصصات على القضايا المتعلقة بالعقد الثاني من الحياة، وتغطي القضايا الانتقالية من الطفولة إلى المراهقة، ومن المراهقة إلى مرحلة البلوغ بالإضافة إلى العوامل الاجتماعية والسياقية والسياسية التي تؤثر على نمو المراهقين الصحي والسليم.

## المستخلصات والفهرسة
تُلخص مجلة "الشباب والمجتمع" وتُفهرس، في عدة م بيانات منها: سكوبس، ومؤشر الاستشهادات في العلوم الاجتماعية [الإنجليزية]. وفقًا لتقارير الاستشهاد بالمجلات الأكاديمية، فإن عامل التأثير لعام 2017 هو 2.13، مما يجعلها 28 من أصل 146 مجلة في فئة "علم الاجتماع". و13 من أصل 98 مجلة في فئة "العلوم الاجتماعية، متعددة التخصصات". و8 من أصل 40 مجلة في فئة "قضايا اجتماعية".